# Selda Bağcan
Selda Bağcan (Muğla, 14 december 1948), ook bekend als Selda, is een Turks zangeres, songwriter, gitarist en muziekproducent.

## Biografie
Selda Bağcan werd in 1948 geboren in Muğla, een stad in het westen van Turkije. Als kind leerde ze mandoline te spelen. Op haar 9e verhuisde ze naar Ankara. Ze kwam daar in aanraking met verschillende soorten muziek: Britse pop en rock (The Beatles, The Animals, The Rolling Stones), Latijns-Amerikaanse muziek (Los Paraguayos, Lucho Gatica, Los Machucambos) en de Italiaanse zangeres Rita Pavone. 
Bağcan studeerde natuurkunde in Ankara, waar ze deel uitmaakte van de protestgeneratie van 1968. Bağcan zong aanvankelijk folkmuziek en protestliedjes, waarbij ze zichzelf begeleidde op de gitaar in plaats van de toen gebruikelijke bağlama. Vanaf begin jaren 1970 bracht ze een reeks singles uit, en diverse compilaties onder de naam Türkülerimiz. 
Halverwege de jaren 1970 leerde ze bands als Moğollar kennen. Ze ging Turkse folk vermengen met rock, psychedelica en elektronische instrumenten. In 1976 bracht ze haar titelloze debuutalbum uit.
In haar protestliedjes zong Bağcan over onrecht, onderdrukking, armoede en de pijn van de arbeidersklasse. Ook leverde ze in haar songs kritiek op de Turkse regering. Ze zong liedjes in het Koerdisch en zong teksten van de dissident en schrijver Nazim Hikmet. Een van haar bekendste liedjes uit de jaren 1970 was Yaz gazeteci yaz, een lied waarin ze journalisten aanspoort om over onrecht en misstanden te schrijven.
Kenmerkend voor Bağcan is naast haar psychedelische stijl en politieke engagement, ook haar zang en voordracht. Bağcan kan zowel emotioneel en bedroefd of klaaglijk klinken, als krachtig, intens en dwingend. Ze wist hiermee niet alleen in haar teksten, maar ook in haar zang de pijn, het verdriet en de onvrede van de arbeidersklasse te vertolken. Bovendien bereikte ze hiermee ook luisteraars die de taal niet kunnen verstaan.
Haar kritiek en stellingnames brachten haar in problemen met de autoriteiten. De Turkse publieke omroep TRT boycotte haar muziek. Na de militaire staatsgreep van 1980 werd Bağcans paspoort ingenomen. Tot 1987 mocht ze het land niet verlaten. Hierdoor moest ze buitenlandse optredens (waardoor WOMAD in het Verenigd Koninkrijk) laten schieten. Ook werd ze in de jaren 1980 enkele keren gearresteerd en gevangen gezet.
Na 1987 ging Selda weer optreden op festivals in Turkije en Europa. Vanaf 1992 kreeg ze, met de opkomst van commerciële zenders, weer aandacht op de Turkse televisie. Vanaf 1994 ging ze haar oude albums opnieuw uitbrengen, ook bracht ze weer albums uit met nieuw materiaal.  Bağcan bleef in haar liedjes kritisch over het Turkse regime. In 1993 scoorde ze een hit met een lied over de vermoorde onderzoeksjournalist Uğur Mumcu. In 2013 werd ze opnieuw bij een breed publiek bekend, dit keer door haar steun voor de Gezipark-protesten.
Bağcan werd een van de grootste en meest bekende artiesten in Turkije en binnen de Turkse gemeenschap. Ze verkocht miljoenen platen en trad op voor honderdduizenden mensen. Bağcan wordt wel de Turkse Bob Dylan genoemd, en wordt ook vergeleken met Joan Baez en Joni Mitchell. NRC noemde haar "de belangrijkste protestzangeres van het land". De Volkskrant schreef dat ze "algemeen geldt als een van de sterkste zangeressen uit de mondiale pop- en volksmuziek."
In de 21e eeuw werd Bağcans materiaal herontdekt door Europese en Amerikaanse muziekliefhebbers. Labels als Finders Keepers brachten haar albums opnieuw uit. Sinds de jaren 2010 maakte Turkse psychedelische muziek een heropleving door. Bands en artiesten als Altın Gün, Gaye Su Akyol en Derya Yildirim & Grup Şimşek lieten zich hierbij inspireren door Bağcan's muziek, net als het eind jaren 1990 opgerichte Baba Zula. Ook artiesten als Meral Polat, St. Vincent, Florence Welch, Jungle by Night, LeFtO, Anohni en Tune-Yards verklaarden zich fan. Muziek van Bağcan werd gesampled door Mos Def, Dr. Dre en 2ManyDJs. Sinds de jaren 2010 gaf Bağcan optredens op Europese festivals en podia zoals Le Guess Who?, Primavera Sound, WOMAD, TivoliVredenburg en Ancienne Belgique.

## Discografie (selectie)
- Selda (1976)
- Vurulduk Ey Halkım Unutma Bizi (1976)
- Yeni Bir Dünya (1981)
- Dost Merhaba (1986)
- Yürüyorum Dikenlerin Üstünde (1987)
- Özgürlük ve Demokrasiyi Çizmek (1988)
- Felek Beni Adım Adım Kovaladı (1989)
- Ziller ve İpler (1992)
- Uğur'lar Olsun (1993)
- Çifte Çiftetelli (1997)
- Ben Geldim (2002)
- Deniz'lerin Dalgasıyım (2004)
- Güvercinleri de Vururlar (2008)
- Halkım (2011)